# Адмірал Григорович (сторожовий корабель)
«Адмірал Григорович» (рос. Адмирал Григорович) — військове судно ВМФ Росії, перший фрегат проєкту 11356Р («Буревісник»), класу «Адмірал Григорович», перший корабель свого класу, що перебуває на озброєнні Чорноморського флоту Росії ЗС Росії.
Фрегат входить до складу 30-ї дивізії надводних кораблів. Найменований на честь адмірала І. К. Григоровича, військово-морського міністра Росії у 1911—1917 роках.

## Історія будівництва корабля
Фрегат «Адмірал Григорович» було закладено 18 грудня 2010 року на стапелі ССЗ «Янтар» у Калінінграді (заводський номер № 01357). Спущений на воду 14 березня 2014. З квітня до 30 грудня 2015 року проходив випробування.
10 березня 2016 року був підписаний прийомоздавальний акт, 11 березня було піднято військово-морський прапор і корабель офіційно увійшов до складу флоту.
Почесне шефство над кораблем прийняла Омська область.
Основу ударного ракетного озброєння становлять універсальні пускові установки 3С14, що використовують ракети Калібр, Онікс та у перспективі Циркон.

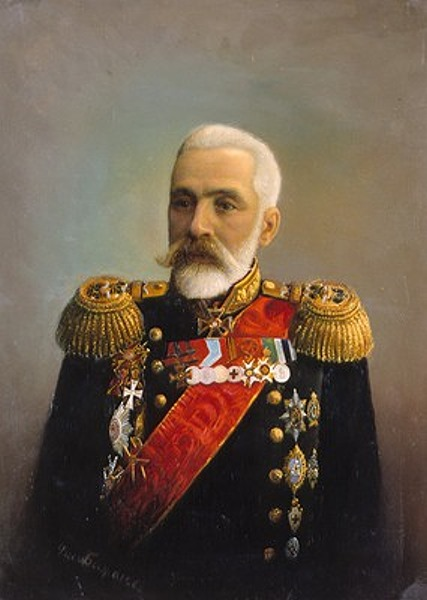
Іван Костянтинович Григорович — морський міністр Російської імперії (1911—1917) та адмірал. Корабель названий на його честь.

## Служба

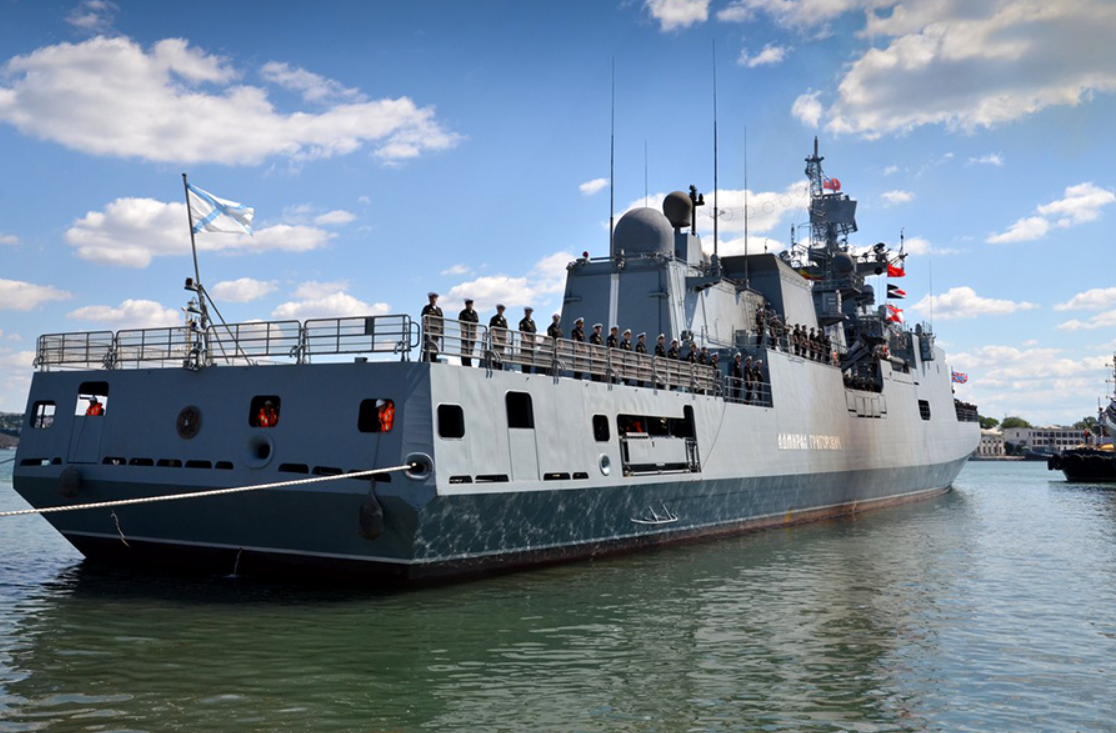
Фрегат «Адмірал Григорович» прибув до окупованого Севастополя. 9 червня 2016 року

З 6 травня по 9 червня 2016 року фрегат здійснив міжфлотський перехід до Севастополя, в ході якого, спільно з морським буксиром ВМФ Росії «Віктор Конецький», відвідав порт острівної держави Мальта та відпрацював у Середземному морі дії з пошуку та виявленню підводних човнів спільно з дальнім протичовновим літаком Ту-142 М3.
У липні 2016 року корабель вийшов у Чорне море для навчань з артилерійськими стрільбами по морському щиту, що буксирується, і авіаційній мішені, що скидається, а також з відпрацюванням нанесення ракетного удару в морському бою і оборони від засобів повітряного нападу умовного супротивника.
26 грудня 2016 року брав участь у пошуково-рятувальній операції після краху Ту-154 під Сочі.
З 8 квітня 2017 — несе службу у складі постійного угруповання ВМФ Росії на Середземному морі біля Сирії.
12 липня 2017 року завершив виконання завдань у складі постійного оперативного з'єднання ВМФ Росії у Середземному морі та прибув до Севастополя. Загальна тривалість походу корабля перевищила 4 місяця.
6 вересня 2017 року взяв участь у планових командно-штабних навчаннях (КШН), що проводилися в полігонах бойової підготовки флоту на Чорному морі.
З 19 вересня 2017 року брав участь у заводських ходових випробуваннях із взаємодії з малим ракетним кораблем «Вишній Волочок».
20 грудня 2017 року прес-служба Південного військового округу повідомила, що в ході роботи авіації на фрегаті «Адмірал Григорович» у Середземному морі пройшли тренування корабельних розрахунків авіаційного комплексу корабля, що забезпечують польоти вертольота Ка-27ПЛ.
2 березня 2018 року екіпаж фрегата «Адмірал Григорович» провів комплекс учений на переході морем, що знаходиться в акваторії Середземного моря. 1 червня 2018 року вернувся в Севастополь.
24 серпня вийшли на найбільші навчання в Середземному морі, які проводилися ВМФ Росії.
З 23 квітня 2019 року виконує завдання в складі постійного оперативного з'єднання ВМФ Росії в Середземному морі.

## Бойове застосування

### Інтервенція Росії в Сирію
3 листопада 2016 року корабель вирушив із Севастополя до Середземного моря, для посилення постійного угруповання ВМФ Росії на Середземному морі біля берегів Сирії. Через два тижні корабель здійснив пуски крилатих ракет «Калібр» по заявах командування по угрупованням ІДІЛ та «Джебхат ан-Нусра» в Сирії зі східної частини Середземного моря. 
19 грудня 2016 року корабель повернувся до Севастополя після завершення виконання протягом півтора місяця завдань в акваторії Середземного моря. 

### Повномасштабне російське вторгнення 2022 року
4 листопада 2024 український бізнесмен, розробник комп'ютерних ігор і волонтер Сергій Григорович оголосив, що готовий подарувати свій легендарний Rolls-Royce (~ 300 000$) тому, хто втопить фрегат морського флоту Росії «Адмірал Григорович».

## Командири корабля
Командир корабля (період, місяці, року):
- капітан 2-го рангу Сергій Геннадійович Арешкін (листопад 2014 — лютий 2016)[28]
- капітан 2-го рангу Анатолій Васильович Величко (лютий 2016 — серпень 2018)[29]
- капітан 2-го рангу Роман Варченко (серпень 2018 — березень 2019)[30]
- капітан 2-го рангу Костянтин Аксьонов (з березня 2019)